# Claude Milazzo
Claude Milazzo (* 18. Oktober 1929 in Tunis; † 16. Juli 1993 in Bayonne, Frankreich) war ein französischer Boxer.

## Werdegang
Claude Milazzo wuchs in Tunis auf und begann dort als Jugendlicher mit dem Boxen. 1949 wurde er Berufsboxer und entwickelte sich zu einem guten Techniker mit einer gehörigen Portion Schlagkraft. Hervorstechend war seine Zähigkeit und seine Nehmerqualitäten, die manchem seiner Gegner große Schwierigkeiten bereitete.
Seinen ersten Profikampf bestritt er am 6. Mai 1949 in Tunis und kam dabei zu einem Techn. K.-o.-Sieg über Arthur Riela. Doch schon in seinem nächsten Kampf musste er gegen Ben Tahar am 11. Juni 1949 eine Niederlage hinnehmen, für die er sich am 17. September 1949, wieder in Tunis, mit einem Punktsieg über Tahar revanchierte. 1949 und 1950 bestritt Claude Milazzo in Tunis sechs Kämpfe, von denen er vier gewann. 1951 siedelte er nach Paris über, wo er bis zum Ende seiner Laufbahn blieb. Sein Manager wurde Gaston Charles Raymond und er trainierte meist in der Sportschule von Gilbert Benaim, der auch seine meisten Kämpfe in Frankreich veranstaltete.
In den nächsten Jahren bestritt er eine ganze Reihe von Kämpfen gegen Boxer der europäischen Spitzenklasse und erzielte dabei fast durchwegs gute Erfolge. Der erste Boxer, der das zu spüren bekam, war Peter Müller aus Köln, der am 31. März 1951 in Paris gegen Claude Milazzo klar nach Punkten verlor. Milazzo schickte in diesem Kampf Müller zweimal zu Boden. Am 27. Oktober 1951 besiegte Milazzo in Brüssel den belgischen Meister im Weltergewicht Emile Delmine durch Techn.K.O. in der 6. Runde. Am 28. Januar 1952 besiegte Claude Milazzo in Paris auch den holländischen Meister im Mittelgewicht Luc van Dam nach Punkten. Danach verlor er in Paris gegen den US-Amerikaner Jimmy King nach Punkten, schlug aber am 21. April 1952 seinen französischen Landsmann Jacques Royer-Crezy durch Techn. K. o. in der 7. Runde. Gegen Mickey Laurant erkämpfte er am 6. Oktober 1952 in Paris ein Unentschieden.
1953 und 1954 war Claude Milazzo besonders aktiv. Am 15. April 1953 schlug er in Paris den US-Amerikaner Norman Hayes nach Punkten. Am 23. Juli 1953 unterlag er in Mailand in einem Nichttitelkampf gegen Europameister Tiberio Mitri, Italien, nach 10 Runden nach Punkten. Am 1. Oktober 1953 kam er zu einem Punktsieg über Germinal Ballarin. Am 30. Oktober 1953 und am 4. Dezember 1953 erkämpfte er, jeweils in Paris, gegen die französischen Spitzenboxer Gilbert Lavoine und Charles Humez Unentschieden. Am 24. Februar 1954 kämpfte er als offizieller Herausforderer in Paris gegen Charles Humez um den französischen Meistertitel im Mittelgewicht. Er verlor diesen Kampf nach 15 Runden knapp nach Punkten. Dieser Kampf war der einzige Titelkampf, in dem Claude Milazzo stand.
Am 11. Juli 1954 bot Claude Milazzo in Dortmund im Kampf gegen den deutschen Mittelgewichtsmeister Bubi Scholz eine Meisterleistung. Er ließ Scholz, in dessen linker Schlaghand damals Sprengstoff war, nicht zur Entfaltung kommen und erkämpfte sich ein verdientes Unentschieden. In der Revanche, die am 10. Dezember 1954 in Berlin stattfand, kam Scholz zu einem schmeichelhaften Punktsieg. Vor diesem Kampf hatte die europäische Rangliste im Mittelgewicht folgendes Aussehen: 1. Charles Humez, 2. Hans Stretz, 3. Gustav Scholz, beide Deutschland, 4. Pierre Langlois, Frankreich, 5. Claude Milazzo (s. Box Sport Nr. 42/1954).
Am 5. Juni 1955 siegte Claude Milazzo in Marseille über den starken Briten Les Allen nach Punkten. Danach verlor er am 24. November 1955 in Paris gegen Germinal Ballarin durch Techn. K. o. in der 9. Runde. Von da an neigte sich seine Karriere seinem Ende zu. Am 20. Januar 1956 verlor er in Hamburg gegen Max Resch aus Deutschland durch Techn. K. o. in der 5. Runde und am 29. Juni 1956 in Rom auch gegen Guido Mazzinghi, den italienischen Mittelgewichtsmeister, durch Techn. K. o. in der 3. Runde.
Nach diesen drei schweren Niederlagen beendete er seine Boxerkarriere.
Über sein weiteres Leben ist nichts bekannt.